# Lonchothrix emiliae
Lonchothrix emiliae (Thomas, 1920) è un roditore della famiglia degli Echimiidi, unica specie del genere Lonchothrix (Thomas, 1920), endemico del Brasile.

## Descrizione

### Dimensioni
Roditore di grandi dimensioni, con la lunghezza della testa e del corpo tra 155 e 220 mm, la lunghezza della coda tra 150 e 230 mm, la lunghezza del piede tra 30 e 37 mm, la lunghezza delle orecchie di 13 mm.

### Caratteristiche craniche e dentarie
Il cranio è molto corto e presenta un rostro largo e la regione inter-orbitale con i margini elevati e paralleli. I denti masticatori superiori hanno una rientranza sul lato interno e quattro su quello esterno, mentre quelli inferiori hanno una sola rientranza sul lato esterno e da due a quattro su quella interna.
Sono caratterizzati dalla seguente formula dentaria:

### Aspetto
La pelliccia è densa e ricoperta sul dorso di lunghi e piatti peli spinosi. Le parti dorsali sono bruno-grigiastre, i fianchi e la groppa sono striate di bianco-giallastro, mentre le parti ventrali sono bianche, grigiastre o giallo-brunastre.  La linea di demarcazione lungo i fianchi è spesso distinta, il petto è bruno-grigiastro chiaro mentre la punta dei peli della gola sono bianchi. Le orecchie sono corte, prive di peli, marroni e parzialmente nascoste nella pelliccia. Il dorso delle zampe è biancastro. Le zampe anteriori sono relativamente piccole, i piedi sono corti e larghi, le piante sono rosate e provviste di grossi cuscinetti carnosi. La coda è più lunga della testa e del corpo, è robusta, rivestita di scaglie, cosparsa di corti peli appiattiti e termina con un lungo ciuffo di peli bruno-rossicci.

## Biologia

### Comportamento
È una specie arboricola e notturna, costruisce nidi nelle cavità degli alberi.

### Alimentazione
Si nutre probabilmente di frutta, in particolare di quella di piccoli alberi del genere Brysonima.

### Riproduzione
Una femmina gravida con due embrioni è stata catturata nel mese di marzo.

## Distribuzione e habitat
Questa specie è conosciuta soltanto in un'area amazzonica limitata tra i due fiumi del Rio Madeira e Rio Xingu, nello stato brasiliano di Pará.
Vive nelle foreste pluviali mature e secondarie.

## Conservazione
La IUCN Red List, considerato il vasto areale e l'assenza di minacce correnti, classifica L.emiliae come specie a rischio minimo (Least Concern).